# Sylwestryni

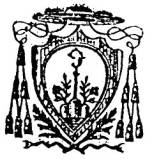
Godło Sylwestrynów

Mnisi Sylwestryni (lub Kongregacja św. Sylwestra z Montefano) – jedna z najstarszych rodzin benedyktyńskich. Założona we Włoszech w XIII wieku przez św. Sylwestra Guzzoliniego, działa i pracuje do dziś we Włoszech, USA, Australii, Indiach, Sri Lance, a także w Kongo i na Filipinach.